# SWM (オートバイ)
SWMは、イタリア・ミラノに本社を置くオートバイメーカー・ブランドである。SWMの名前の由来は創業者であるPiero SironiとFausto Verganiと所在地であるVimercate Milanoの頭文字であるSV.VMからである。エンデューロ、スーパーモタード、デュアルパーパス、ネイキッドを専門に製造している。

## 沿革
- 1971年 - ミラノを拠点としてPiero SironiとFausto Verganiが創業
- 1977年 - ロータックス製のエンジンを搭載したトライアルバイク「TL125」と「TL320」の製造を開始。
- 1984年 - 製造を中止。
- 2014年 - EICMAにおいてカジバ、アプリリア、ハスクバーナなどのイタリアのモーターサイクル事業で多くの成功をおさめたAmpelio Macchiと中国の重慶鑫源集団で成功している龔大興が手を組んで125ccから650ccまでのオフロードモデルを披露する。[1][2]

## 車種

### エンデューロ
- RS(125R/300R/500R)

### スーパーモタード
- SM(125R/500R)

### オンロード
- SUPERDUAL
- RS(650R)

### クラシック
- GRAN MILANO
- GRAN TURISMO
- SILVER VASE